# Panel Internacional de los Recursos
El  Panel Internacional de los Recursos  (International Resource Panel IRP) es un panel científico de expertos cuyo objetivo es ayudar a las naciones a utilizar los recursos naturales de una manera sustentable, sin comprometer el crecimiento económico y las necesidades humanas. Provee evaluaciones científicas independientes y asesoramiento experto sobre una variedad de temas, que incluyen:
- estudios sobre el volumen de determinadas reservas de materias primas y cuán eficientemente están siendo utilizados dichos recursos
- estudios de largo plazo, basados en los ciclos de vida y los impactos ambientales de productos y servicios creados y consumidos alrededor del mundo
- opciones para satisfacer las necesidades humanas y económicas con la utilización de menos recursos o recursos reciclados.

La Secretaría del IRP es auspiciada por el Programa de las Naciones Unidas para el Medio Ambiente (PNUMA en español, UNEP en inglés), a través de su oficina en París, Francia.

## Estructura del IRP
El Panel cuenta con más de 35 expertos procedentes de una amplia gama de instituciones académicas y disciplinas científicas, que cuentan con el apoyo de una pequeña secretaría albergada por el PNUMA. Está copresidido por Janez Potočnik, ex Comisario Europeo de Medio Ambiente, e Izabella Teixeira, exministra de Medio Ambiente de Brasil.
Su Comité Directivo está integrado por representantes de gobiernos, la Comisión Europea (CE) y el PNUMA. Este comité guía la dirección estratégica del Panel, asegura que sus trabajos sean relevantes para la toma de decisiones políticas y económicas y supervisa los presupuestos.

## Historia del IRP
Si bien el cambio climático y la pérdida de biodiversidad han surgido como los problemas ambientales más acuciantes en el mundo, ambos temas son vistos cada vez más como síntoma del problema más amplio que es el del uso excesivo de los recursos y la falta de atención sobre los impactos que ellos causan sobre el ambiente. La Evaluación de los Ecosistemas del Milenio de 2005 encontró que el rápido aumento en la demanda humana de recursos naturales ha causado una pérdida sustancial e irreversible de la biodiversidad. Nuestro ritmo actual de consumo de recursos tales como combustibles fósiles, metales, agua y madera es insustentable e injusto. La WWF ha señalado que si seguimos consumiendo recursos en los niveles actuales, en 2050 necesitaremos el equivalente a dos planetas de materias primas para sostener a la raza humana.
El concepto de uso sustentable de recursos fue colocado en la agenda de la gobernanza global en 1992, en la Conferencia de las Naciones Unidas sobre el Medio Ambiente y el Desarrollo o “Cumbre de la Tierra” en Río de Janeiro, Brasil. Para el año 2005, varias de las principales organizaciones ecologistas internacionales estaban realizando diferentes trabajos relacionados con los recursos naturales. La OCDE se encontraba investigando la gestión sustentable de materiales, la Comisión Europea presentó una nueva Estrategia para el Uso Sostenible de los Recursos Naturales utilizados en Europa y el PNUMA estaba realizando estudios detallados sobre la manera en que utilizamos los recursos y sus impactos.

## Una necesidad para la ciencia
Como diversas autoridades comenzaron a formular políticas para fomentar el consumo y producción sostenibles, surgieron dos temas. Uno de ellos fue que en el campo de los recursos naturales faltaban las rigurosas evaluaciones científicas del tipo en que se basaba la investigación respecto de otras disciplinas del medio ambiente, tales como cambio climático (Panel Intergubernamental de Cambio Climático o IPCC), biodiversidad (Convención de Diversidad Biológica) y la capa de ozono (Protocolo de Montreal). La otra cuestión es que como las materias primas son obtenidas, procesadas, transformadas en productos, comercializadas y consumidas en lugares de todo el mundo, cualquier evaluación científica tendría que tener un alcance global. Diferentes regiones también tendían a tratar el tema de forma distinta, dependiendo del volumen de recursos que utilicen, los métodos para procesarlos y si tienen acceso a recursos nacionales o dependen de las importaciones.

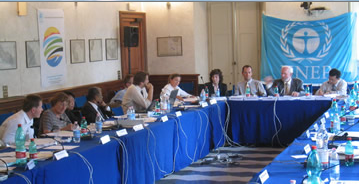
El Panel Internacional de Recursos proporciona evaluaciones científicas relacionadas con el uso de recursos naturales

El IRP fue fundado en el año 2007 como una manera de hacer frente a este vacío y apoyar los diversos esfuerzos que se están realizando para desplazar el mundo hacia un consumo y producción sostenibles. A mediados de 2011 el IRP ha publicado evaluaciones en profundidad sobre la teoría del “desacople”  o “decoupling” (el concepto de separar el crecimiento económico de la degradación del medio ambiente), los biocombustibles, las reservas de metales, además de otro documento sobre productos prioritarios y materiales.
El IRP ha realizado una serie de evaluaciones, cuyos temas incluyen las tecnologías de mitigación de los gases de efecto invernadero, la eficiencia en el uso del agua, el comercio, además de la tierra y los suelos. Al proporcionar la mejor información científica disponible sobre el uso eficiente de los recursos, el IRP tiene como objetivo ayudar al mundo a cambiar a una "economía verde", en la que las pautas de consumo y producción sean sostenibles, todos los ciudadanos tengan un acceso equitativo a los recursos y se asegure la calidad duradera de los bienes comunes mundiales.

## La misión del Panel es
- Proporcionar evaluaciones científicas independientes, coherentes y fidedignas de importancia normativa sobre el uso sostenible de los recursos naturales y, en particular, sobre sus repercusiones ambientales a lo largo de todo el ciclo vital.
- Contribuir a una mejor comprensión de cómo disociar el crecimiento económico de la degradación ambiental y, al mismo tiempo, mejorar el bienestar humano.

## Lo que hace el IRP
El IRP investiga los asuntos más críticos que afecten a los recursos naturales con el fin de apoyar a los gobiernos, la industria y la sociedad a mejorar la eficiencia en el uso de los recursos,condición necesaria para alcanzar los https://es.wikipedia.org/wiki/Objetivos_de_Desarrollo_Sostenible.

## Reportes publicados
La siguiente lista de informes y artículos de opinión fueron publicados por el IRP entre 2011-2020, clasificados por temas. 
Todas las publicaciones están disponibles en: www.resourcepanel.org/reports. (enlace roto disponible en Internet Archive; véase el historial, la primera versión y la última).
- Comercio sostenible de recursos: Flujos globales de materiales, circularidad y comercio (2020)

- Eficiencia de los recursos y cambio climático: Estrategias de eficiencia material para un futuro con bajas emisiones de carbono (2020)

- Uso de Recursos Naturales en el Grupo de los 20: Estado actual, tendencias y soluciones (2019)

- Gobernanza de los recursos minerales en el siglo XXI (2019) Reciclado de Metales: Oportunidades, Límites, Infraestructura (2019)

- Restauración de tierras para lograr los Objetivos de Desarrollo Sostenible – Artículo de opinión del Panel Internacional de Recursos (2019)

- Panorama de los recursos globales 2019: Recursos naturales para el futuro que queremos (2019)

- Eficiencia de los recursos para el desarrollo sostenible: Mensajes clave para el Grupo de los 20 (2018)

- Redefinir el valor – la revolución del sector manufacturero: Remanufactura, reacondicionamiento, reparación y reutilización directa en la economía circular (2018)

- El peso de las ciudades: Los recursos que exige la urbanización del futuro (2018)

- Evaluación del consumo mundial de recursos: Un enfoque sistémico para la mejora de la eficiencia de los recursos y la reducción de la contaminación (2017)

- Opciones de tecnología verde - Implicaciones ambientales y de recursos de las tecnologías de bajo carbono (2017)

- Eficiencia de recursos: Potencial e implicaciones económicas (2017)

- Flujos globales de materiales y productividad de los recursos (2016)

- Descubra el potencial sostenible de los recursos de la tierra – Sistemas de evaluación, estrategias y herramientas (2016)

- Sistemas alimentarios y recursos naturales (2016)

- Opciones de energía verde: Beneficios, riesgos y compensaciones de las tecnologías de bajo carbono para la producción de electricidad (2016)

- Opciones para disociar el crecimiento económico del uso del agua y la contaminación del agua (2015)

- 10 mensajes clave sobre el cambio climático

- Comercio internacional de recursos: Una evaluación biofísica (2015)

- Coherencia normativa de los Objetivos de Desarrollo Sostenible - Perspectiva desde el ámbito los recursos naturales (2015)

- Evaluación del uso de la tierra a nivel mundial: Equilibrar el consumo con el suministro sostenible (2014)

- Desacoplamiento: Oportunidades tecnológicas y opciones de gobernanza (2014)

- Construyendo capital natural: Cómo REDD+ puede respaldar una Economía Verde (2014)
- Gestión y conservación de la base de recursos naturales para un desarrollo económico y social sostenido (2014)

- Riesgos y desafíos ambientales que plantean los flujos y ciclos antropógenos de metales (2013)

- Reciclado de Metales: Oportunidades, Límites, Infraestructura (2013)

- El peso de las ciudades: Los recursos que exige la urbanización del futuro (2013)

- Medición del uso del agua en una economía verde (2012)

- Gestión responsable de los recursos para un mundo sostenible – Conclusiones del Panel Internacional de Recursos (2012)

- Desacoplar el uso de los recursos naturales y los impactos ambientales del crecimiento económico (2011)

- Tasas de reciclaje de metales: Un informe de la situación (2011)

- Stocks de metales en la sociedad: Una síntesis científica (2010)

- Evaluación de los impactos medioambientales del consumo y la producción: Productos y materiales prioritarios (2010)

- Evaluación de los biocombustibles – Hacia la producción y el uso de los recursos (2009)

## Miembros del Panel
| Nombre                  | Afiliación |
| ----------------------- | --- |
| Izabella Teixeira       | Copresidente del Panel Internacional de Recursos, Antigua Ministra del Ambiente, Brasil |
| Janez Potočnik          | Copresidente del Panel Internacional de Recursos, Champion of the Earth 2013 |
| Helga Weisz             | Professor de Ecología Industrial y Cambio Climático en Humboldt University Berlin y Professor afiliado en el Instituto de Ecología Social de Alpen-Adria University in Vienna                                     |
| Stefan Bringezu         | Director, Manejo de Recursos & Flujos de Materiales, Instituto, Wuppertal, Germany |
| Eeva Primmer            | Directora de investigación y professor en Gobernanza Medioambiental en el Finnish Environment Institute |
| Bing Zhu                | Professor y Director del Instituto para Economía Circular en Tsinghua University |
| Marina Fischer-Kowalski | Director del Instituto de Ecología Social, Facultad de Estudios Interdisciplinarios, Universidad de Klagenfurt, Austria                                                                                           |
| Porfirio Álvarez-Torres | Secretario Ejecutivo para el Consortium of Marine Research Institutions of the Gulf of Mexico and the Caribbean                                                                                                   |
| Elias T. Ayuk           | Director del UN University Institute for Natural Resources in Africa |
| Maarten Hajer           | Director de la Agencia de Evaluación Ambiental de Holanda; Profesor of Política Pública, Universidad de Ámsterdam                                                                                                 |
| Edgar Hertwich          | Profesor de Análisis de Sistemas Ambientales y Energía, Universidad Noruega de Ciencia y Tecnología |
| Stefanie Hellweg        | Profesor de Diseño de Sistemas Ecológicos en the Swiss Federal Institute of Technology, Zúrich |
| Ester van der Voet      | Profesor asociado con Leiden University en el Departamento de Ecología Industrial del Institute of Environmental Sciences                                                                                         |
| Keisuke Nansai          | Director del International Material Cycles Section, Centre for Material Cycles and Waste Management Research, National Institute for Environmental Studies, Japan                                                 |
| Ashok Khosla            | Director Fundador del India’s Office of Environmental Planning and Coordination |
| Anuradha Ramaswami      | Profesor de Ciencia,Tecnología y Gobernanza Publica Science, Technology en Humphrey School of Public Affairs y profesor de Bioproductos e Ingeniería en Biosistemas en la Universidad de Minnesota                |
| S. Vijay Kumar          | Líder del Food and Land Use (FOLU) Coalition India programme |
| Saleem Ali              | Distinguido Profesor (Blue and Gold) de Energía y Medio Ambiente en la Universidad de Delaware |
| Antonio M.A. Pedro      | Director de la Oficina subregional para el este de África, ECA en Kigali, Ruanda. |
| Paul Ekins              | Profesor en Recursos y Gobernaza Medioambiental, Director del Institute for Sustainable Resources, y Director de investigación en the School of Sustainable Resources and Energy en la Universidad College London |
| Jeffrey Herrick         | Científico del Departamento de Agricultura de los Estados Unidos y tiene contratos como adjunto en la Universidad del Estado de Nuevo México y la Universidad de Colorado.                                        |
| Michael Obersteiner     | Director del Ecosystems Services and Management Program en el International Institute for Applied Systems Analysis en Austria                                                                                     |
| Stafen Hatfield-Dodds   | Director Ejecutivo de ABARES - the economics and science bureau of the Department of Agriculture and Water Resources, Australia                                                                                   |
| Yonglong Lu             | Profesor en Xiamen University and Research Centre for Eco-Environmental Sciences, Chinese Academy of Sciences, y cabeza del Regional Ecological Risk Assessment and Environmental Management Group.               |
| Hans Bruyninckx         | Director Ejecutivo del European Environment Agency |
| Anthony Chiu            | Profesor y becario del Gokongwei College of Engineering, De La Salle University, Filipinas |
| Heinz Schandl           | Científico Principal Superior en la Commonwealth Scientific and Industrial Research Organization, Canberra, Australia                                                                                             |
| Reid Lifset             | Académico de Investigación e Investigador en Industrial Ecology en la Universidad de Yale, Director Asociado del Industrial Environmental Management Program, y Editoren jefe del Journal of Industrial Ecology.  |
| Stephen Fletcher        | Jefe del Marine Programme of UN Environment’s World Conservation Monitoring Centre |
| A. Eriç Yeldan          | Decano interino de la Facultad de Economía, Administrative and Social Sciences at Bilkent University |
| Bruno M.C Oberle        | Profesor en Green Economy and Resource Governance en el Swiss Federal Institute of Technology in Lausanney |
| Anders Wijkman          | Copresidente del Club of Roma, presidente de la Swedish Association of Recycling Industries, consejero superior del Stockholm Environment Institute                                                               |
| Seiji Hashimoto         | Professor at Ritsumeikan University since 2011, Senior Researcher at National Institute for Environmental Studies, a Visiting Associate Professor at The University of Tokyo                                      |
| Nabil Z. Nasir          | Director del Golisano Institute for Sustainability at Rochester Institute of Technology |
| Mark Swilling           | Profesor, Planeamiento y Manejo de Desarrollo Sustentable, Universidad de Stellenbosch, República de Sudáfrica |

## Miembros del Comité Directivo
| Gobierno                        | Institución                                                                                  |  |
| ------------------------------- | -------------------------------------------------------------------------------------------- |  |
| Argentina                       | Ministerio del Ambiente y Desarrollo Sostenible                                              |  |
| Bélgica                         | OVAM - Flemish Public Waste Agency                                                           |  |
| Canadá                          | Environment and Climate change Canada                                                        |  |
| Chile                           | Ministerio del Ambiente                                                                      |  |
| China                           | Ministrerio de Protección Medioambiental                                                     |  |
| Costa Rica                      | Ministerio de Energía y Medio Ambiente                                                       |  |
| Finlandia                       | Ministerio del Ambiente                                                                      |  |
| Francia                         | Ministerio de Solidaridad Ecológica y Transición                                             |  |
| Alemania                        | Ministerio Federal para el Medio Ambiente, Conservación de la Naturaleza y Seguridad Nuclear |  |
| India                           | Ministerio del Ambiente, Bosques y Cambio Climático                                          |  |
| Indonesia                       | Ministerio del Ambiente y Silvicultura                                                       |  |
| Italia                          | Ministerio para el Medio Ambiente, ry for the Environment, Tierra y Protección del Océano    |  |
| Japón                           | Ministerio del Ambiente                                                                      |  |
| Jordania                        | Ministerio del Ambiente                                                                      |  |
| Kazajistán                      | Ministerio de Energía                                                                        |  |
| Kenia                           | Ministerio del Ambiente                                                                      |  |
| México                          | Ministerio de Ambiente y Recursos Naturales                                                  |  |
| Países Bajos                    | Ministerio de Infraestructura y Medio Ambiente                                               |  |
| Noruega                         | Agencia Noruega del Medioambiente                                                            |  |
| Perú                            | Ministerio del Ambiente                                                                      |  |
| Filipinas                       | Departamento de Ambiente y Recursos Naturales                                                |  |
| Sudáfrica                       | Departamento de Asuntos Medioambientales                                                     |  |
| Suecia                          | Swedish Environmental Protection Agency and Swedish Ministry of the Environment              |  |
| Suiza                           | Oficina Federal para el Medio Ambiente                                                       |  |
| Túnez                           | Ministerio del Ambiente                                                                      |  |
| EE. UU.                         | Agencia de Protección del Medio Ambiente                                                     |  |
| Vietnam                         | Ministerio del Ambiente y Recursos Naturales                                                 |  |
| Organización Intergubernamental | Departamento (si aplicable)                                                                  |  |
| Comisión Europea                | Environment Directorate-General                                                              |  |
| UN Environment                  | UN Environment Archivado el 3 de marzo de 2017 en Wayback Machine.                           |  |

## Socios Estratégicos
| Socios Estratégicos                                           |
| ------------------------------------------------------------- |
| Organisation for Economic Co-operation and Development (OECD) |
| International Council for Science (ICSU)                      |
| International Union for Conservation of Nature (IUCN)         |
| World Business Council for Sustainable Development (WBCSD)    |
| World Economic Forum (WEF)                                    |
| Ellen McArthur Foundation (EMF)                               |
| SUN Foundation                                                |
| World Economic Forum (WEF)                                    |
| PBL Netherlands Environmental Assessment Agency (PBL)         |